# Alain Husson-Dumoutier
Alain Husson-Dumoutier né le 2 octobre 1939 au Plan-de-la-Tour, est un expert financier, peintre, sculpteur et écrivain français.
Il est un artiste de l’Organisation des Nations unies pour l'éducation, la science et la culture (UNESCO) pour la paix.

## Biographie

### Jeunesse et formation
Fils de Charles-Alexandre Husson, médecin, et de Marie-Madeleine Dumoutier, Alain Husson-Dumoutier fait toutes ses études primaires et secondaires au lycée Faidherbe de Lille. En 1959, diplômé de l’École supérieure de commerce de Lille (ESC Lille), il intègre l’Institut d’études politiques de Paris (Sciences Po). Il obtient son diplôme en 1963.

### Carrière dans la finance
Il suit une carrière professionnelle qui le conduit successivement dans le monde de l’aviation (Air France), de la diplomatie, puis dans celui de la finance internationale (1974-1989). Il est notamment directeur du développement et de la négociation à la Société de la banque occidentale (SdBO), et directeur international de la franchise au Crédit lyonnais (1985 à 1989). Il produit trois ouvrages sur le sujet.

### Carrière artistique

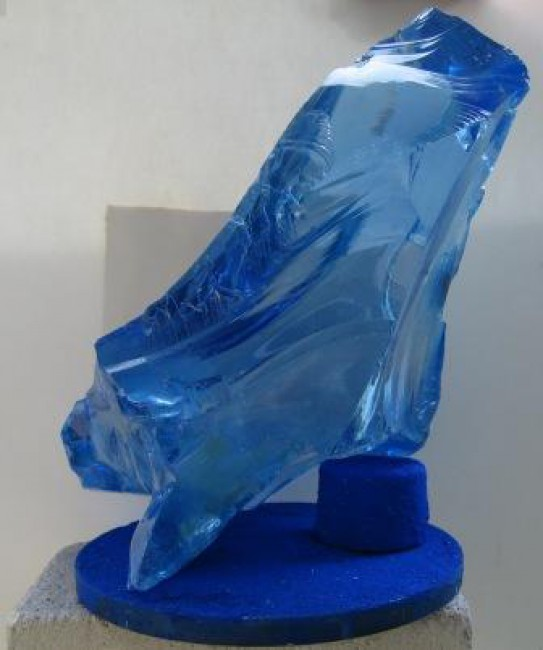
Sculpture en cristal de Baccarat (2005), localisation inconnue.

Dès 1968, il commence à peindre et à sculpter. Il se consacre entièrement à l’art à partir de 2005. Son œuvre est inspirée par différents styles et courants artistiques : abstraction, surréalisme et symbolisme,.

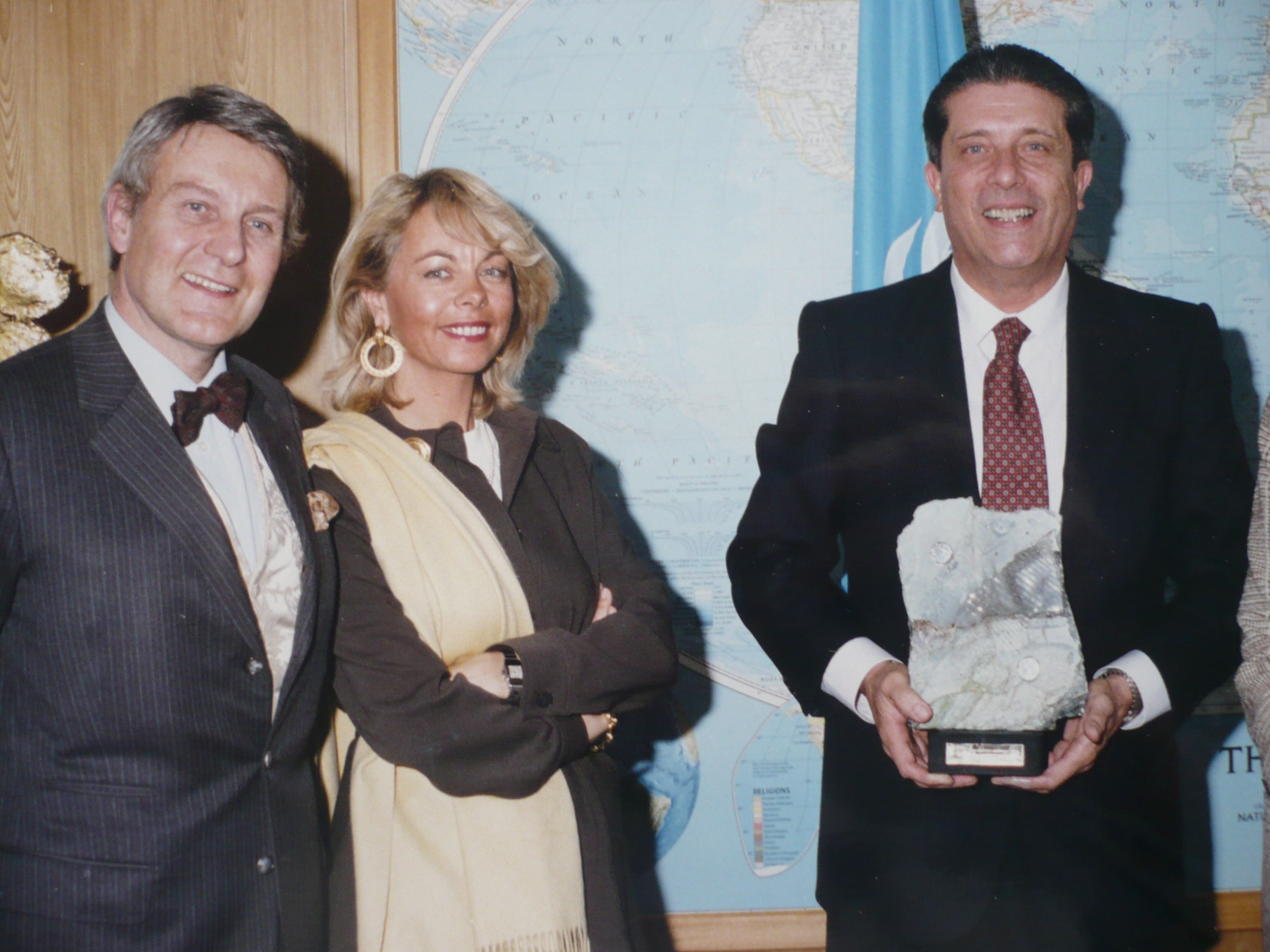
Federico Mayor Zaragoza, directeur général de l'UNESCO de 1987-1999 (à droite), en compagnie d'Alain Husson-Dumoutier.

Passionné de technologie, il crée en 1981 le premier tableau dit « phonosensible »,,. Ce procédé consiste à faire réagir les tableaux, peints sur surfaces translucide ou miroirs sans tain, aux bruits et aux sons de l’univers ambiant. Par sa nouveauté, l’œuvre a particulièrement intéressé les médias à sa sortie. Il se spécialise également dans la sculpture du cristal de Baccarat qu’il travaille à la massette.

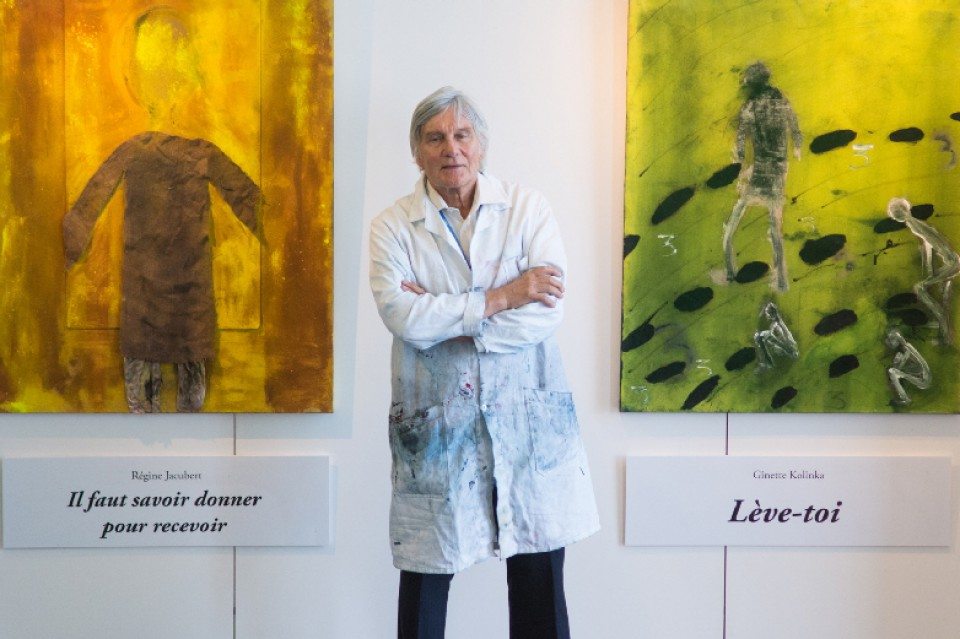
Exposition « Rescapés de la Shoah : Courage, Volonté, Vie ».

Dès le milieu des années 1990, il produit différentes œuvres pour des institutions ou des commémorations. En 1996, l’UNESCO lui demande de réaliser une sculpture en cristal destinée à servir de trophée au prix UNESCO-Madanjeet Singh pour la tolérance et la non-violence. Trois ans plus tard, il illustre l’ouvrage poétique Vent d’Autant du directeur général de l'UNESCO d'alors, Federico Mayor Zaragoza. En 2007, il commence un travail sur la Shoah intitulé « Rescapés de la Shoah : Courage, Volonté, Vie »,. Il réalise notamment les portraits de Gabriel Bénichou, Francine Christophe, Martin Gray, Stéphane Hessel, Denise Holstein et Ginette Kolinka. Cette collection a été exposée au siège de l’UNESCO à Paris en 2014. En septembre 2016, 38 tableaux sont aussi présentés au siège de l'ONU à Genève, au sein du palais des Nations.

## Publications
- Federico Mayor (trad. Marie-Christine Bercot, ill. Alain Husson-Dumoutier), Vent d'autan, Maisonneuve et Larose, 1999 (ISBN 9782706813832, OCLC 468123201).
- Alain Husson-Dumoutier et Louis de Montarlot, Guide pratique du franchising, Entreprise Moderne d'Édition, 1974 (ISBN 9782704404827, OCLC 463093509).
- Alain Husson-Dumoutier et Olivier Badot, Les financements de la franchise, Entreprise Moderne d'Édition, 1984 (ISBN 9782710105152, OCLC 300095154).
- Alain Husson-Dumoutier et Olivier Badot, Distribution, franchise et partenariat en Europe, AFCI-CECOD, 1993 (OCLC 34124744).
- Alain Husson-Dumoutier, Les trois livres sacrés pour la paix, LB Story, 2002 (ISBN 9782952125048).
- Alain Husson-Dumoutier, La Folvie, Valensin, 2020 (ISBN 9782374260402).

## Distinction
- Commandeur des Arts et des Lettres.
- Médaille d'argent de la Ville de Paris